# Andrew Manze
Andrew Manze (Beckenham, 14 de enero de 1965) es un violinista y director de orquesta inglés especializado en el repertorio barroco y clásico. 
Empezó su formación en violín barroco durante sus estudios en la Universidad de Cambridge. Posteriormente se formó con Simon Standage, miembro fundador de The English Concert, en la Royal Academy of Music, y más adelante en La Haya con Lucy van Dael y Marie Leonhardt.
En 1988 se convirtió en primer violín de la Orquesta Barroca de Ámsterdam, bajo la dirección de Ton Koopman y devino miembro, junto con John Toll (clavicémbalo) y Nigel North (laúd), del conjunto Romanesca.
Entre 2003 y 2007 sucedió a Trevor Pinnock al frente de The English Concert, cargo que compaginó desde 2006 con el de director de la Orquesta Sinfónica de Helsingborg. En 2008 fue nombrado director invitado de la Orquesta de la Radio Noruega. En 2009 se anunció que a partir de la temporada 2010-2011 Manze empezaría a ejercer como director asociado de la Orquesta Sinfónica Escocesa de la BBC.
Las grabaciones de Manze para el sello Harmonia Mundi incluyen obras de Johann Sebastian Bach, Haendel, Corelli o Biber, entre otros. Figura como miembro de Romanesca o de The English Concert o junto al clavicembalista Richard Egarr, su pareja habitual en la música de cámara.
- Datos: Q506167
- Multimedia: Andrew Manze / Q506167